# Izydor Eljaszew
Izrael Izydor Eljaszew (jid. ‏ישראל איסידאָר עליאַשעװ‎, ur. 1873 w Kownie, zm. 1924 tamże) – żydowski lekarz, tłumacz i krytyk literatury jidysz i hebrajskiej. Uważany z największego krytyka literatury żydowskiej swych czasów.
Używał pseudonimu „Bal-Machszowes” (jid. ‏בעל מחשבות‎), co w jęzku jidysz oznacza „Zadumany” lub „Rozważny”. 

## Życiorys
W latach 1910–1912 uczęszczał do jesziwy musarów w Grobinie, został z niej jednak wyrzucony. Studiował następnie medycynę na Uniwersytecie w Heidelbergu i Uniwersytecie w Berlinie. W 1905 roku zdał egzamin upoważniający do praktyki lekarskiej na terenie Rosji, następnie praktykował medycynę w Kownie, Rydze, Warszawie, Petersburgu.
Literacko debiutował w 1895 roku w ramach kółka studenckiego. Pierwsze krytyki literackie pisał w 1899 roku, początkowo w języku rosyjskim i niemieckim, pod wpływem Icchoka Pereca zaczął jednak tworzyć w języku jidysz. Był autorem krytyczno-literackich przeglądów na łamach czasopisma „Der Jud”, redagował także „Di Jidisze Sztyme” w Rydze oraz rubrykę literacką w warszawskim czasopiśmie „Der Frajnd”. Podczas I wojny światowej był lekarzem wojskowym w Armii Imperium Rosyjskiego.
W latach 1922–1924 kierował berlińskim wydawnictwem Klalverlag. Jako tłumacz opracowywał przekłady na język jidysz dzieł europejskich klasyków. Przełożył na jidysz m.in. powieść Altneuland Theodora Herzla oraz dzieła Lwa Tołstoja i Iwana Turgieniewa.
Był zwolennikiem syjonizmu, należał także do zwolenników konferencji w Czerniowcach.